# Веннаппува (підрозділ окружного секретаріату)
Підрозділ окружного секретаріату Веннаппува — підрозділ окружного секретаріату округу Путталам, Північно-Західна провінція, Шрі-Ланка. Складається з 52 Грама Ніладхарі.